# Fazael I
Fazael I (ur. ok. 77 p.n.e., zm. 40 p.n.e.) - brat Heroda Wielkiego.
Był najstarszym synem Antypatra, zarządcy Idumei, i Kypros I; bratem Heroda Wielkiego, Józefa II i Ferorasa. W 47 p.n.e. został strategiem Jerozolimy i jej okolic. Przyczynił się do rozwikłania spisku Malichosa. W 41 p.n.e. Fazael i Herod zostali mianowani przez Marka Antoniusza tetrarchami. Podstępnie aresztowany przez Partów, został wydany w ręce króla Judei Antygona. Według jednej wersji popełnił samobójstwo, według innej po nieudanej próbie samobójczej został otruty.
Miał syna Fazaela II.